# Vieux pont de pierre à Prizren
Le vieux pont de pierre (en albanais : Ura e vjetër e gurit ; en serbe cyrillique : Стари камени мост ; en serbe latin : Stari kameni most) est situé au Kosovo dans la ville Prizren. Il a été construit aux XVe-XVIe siècles. Il est inscrit sur la liste des monuments culturels de l'Académie serbe des sciences et des arts et sur celle des monuments culturels du Kosovo.

## Présentation

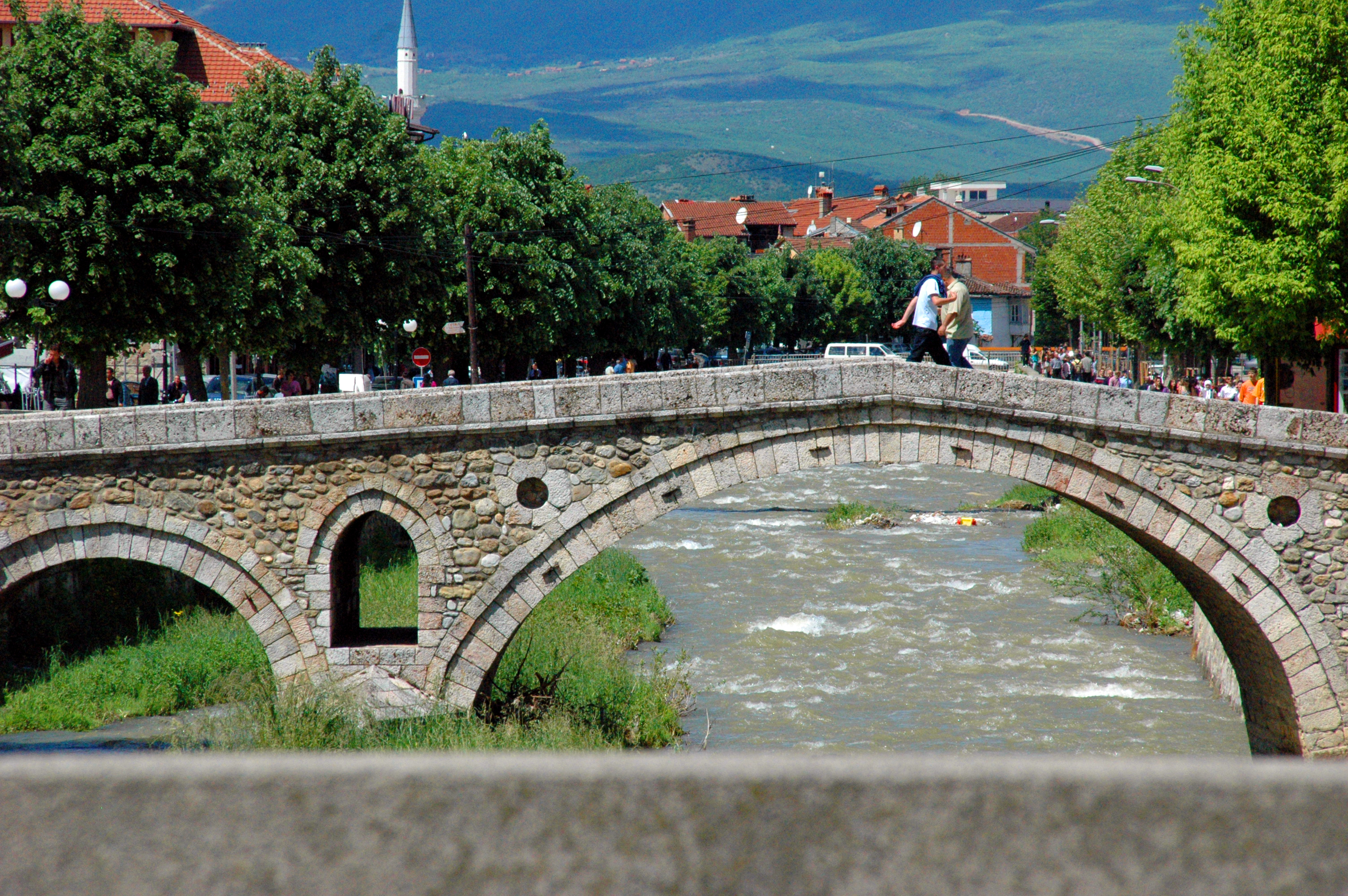
Autre vue du pont

Le vieux pont de pierre se trouve dans le centre ancien de la ville de Prizren, enjambant la rivière Lumëbardhi/Prizrenska Bistrica, un affluent du Drin blanc, qui sépare la cité en deux parties ; il a ainsi joué un rôle local important dans le développement du commerce.
La date de construction du pont n'est pas documentée mais sa structure permet de le faire remonter au XVe siècle. Il est constitué de trois arches, une arche centrale plus importante et des arches latérales plus réduites et présentant des différentes qui rendent le pont asymétrique. Il a subi des modifications dans les années 1950.
Il est resté en usage jusqu'au 17 novembre 1979, date à laquelle il s'est effondré lors d'une crue de la rivière. En raison de sa valeur historique et sentimentale aux yeux des habitants de Prizren, sa reconstruction a été décidée et la première pierre du nouveau pont a été posée le 17 novembre 1982.

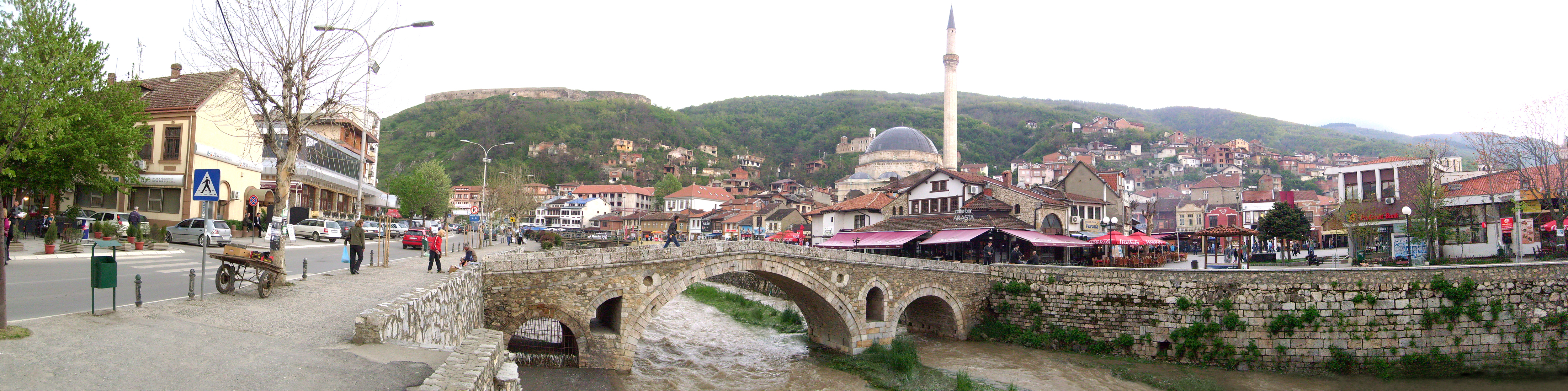
Vue générale dans le contexte urbain